# Taram-Yabang-Foulbé
Taram-Yabang-Foulbé ou Taram-Yambam-Foulbé est un village de la commune de Banyo situé dans la région de l'Adamaoua et le département du Mayo-Banyo au Cameroun.

## Population
En 1967, Taram-Yabang-Foulbé comptait 209 habitants, principalement Foulbe.
Lors du recensement de 2005, 377 personnes y ont été dénombrées.